# 広島ニュージーランド村

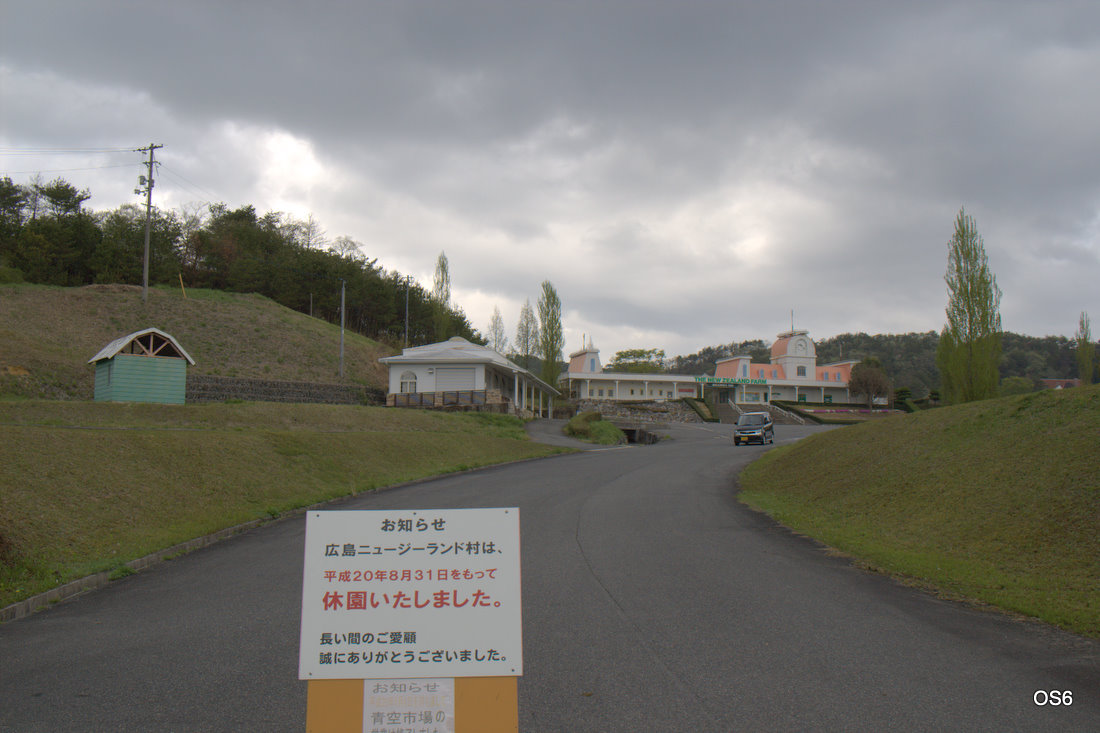
広島ニュージーランド村跡（2009年撮影）

高宮虹の家族村 広島ニュージーランド村（たかみやにじのかぞくむら ひろしまニュージーランドむら）は、広島県安芸高田市（旧・高田郡高宮町）にあった農業公園風のテーマパーク。

## 概要
園内の一部施設が第三セクターで、残りは株式会社ファームの直営であった。1990年（平成2年）7月、高宮町が誘致し開場。緑豊かな自然の中で、ヤギや羊・ポニーなど動物たちとのふれあいのため、ポニーやサラブレッドにに乗れる乗馬場が設置され、羊ショーや羊のレース見物などもできた。そのほか、ドッグレース、パン・チーズなどの手作り体験工房、スーパースライダー、ファンタジーボート、ミニ列車キウイ号などのロマンチックな遊具などがあった。広い園内には周遊バスも運行されていた。おとぎの国のような建物のほか、レストランやバーベキューハウス、日本庭園もあった。土地建物は、ファームの所有であった。
ちなみに、このテーマパークが縁で高宮町はニュージーランド・セルウィン町と姉妹提携を結び、市町村合併後は安芸高田市が提携継続している。庄原市の国営備北丘陵公園などとの競合により利用客は伸びず、2008年（平成20年）8月31日を以って閉鎖した。跡地は太陽光発電設備「ウエストニュージーランド村ソーラーパーク」となり、高田市とウエストホールディングスとの事業提携により、2016年3月より稼働している。テーマパーク時代の建物のいくつかは撤去されたが、メインゲート等の主だった建物は残され、地域住民に開放し活用してもらう予定としている。

### 年表
- 1990年（平成2年）
  - 7月、オープン （開園当初は年間70万人が訪れる）[3]。
- 2008年（平成20年）
  - 8月、閉園 （周辺に競合施設が増え、入園者が落ち込む）[3]。
- 2013年（平成25年）
  - 6月10日、太陽光発電システム施工販売のウエストエネルギーソリューション（広島市西区）が大規模太陽光発電所（メガソーラー）を建設すると発表、所有者のファームと土地の売買契約を締結[3][6]。
- 2014年（平成26年）
  - 12月、太陽光発電整備の建設を開始[4]。
- 2016年（平成28年）
  - 3月25日、発電開始[4]。

## 主な施設
- イベント会場
- 牧舎
- 遊具
  - ボート、自転車、SL、ゴーカート、ショートゴルフ、アーチェリーなど
- 加工場
  - レインボーファーム、虹の農場(ソーセージ・ヨーグルトなど高宮の味を賞味できた）、乳製品加工場、ハーブ香房
- 食事施設

## 住所
広島県安芸高田市高宮町原田2743-6
- 北緯34度43分43秒 東経132度41分9秒 / 北緯34.72861度 東経132.68583度
- 安芸高宮［北西］ - 地理院地図
- 広島県安芸高田市高宮町原田 - Google マップ

## 料金
大人（中学生以上）600円、子供300円

## 開園時間
平日 9:30 - 17:00、休日 9:00 - 17:30 休園日なし

## 交通
- 中国自動車道高田インターチェンジより車で約3分
- 広島バスセンターから高速バス（グランドアロー号など）で約1時間、中国自動車道美土里バスストップ下車、徒歩約20分
- JR芸備線 甲立駅より車で約15分